# Villa Siegel (Sekirn)

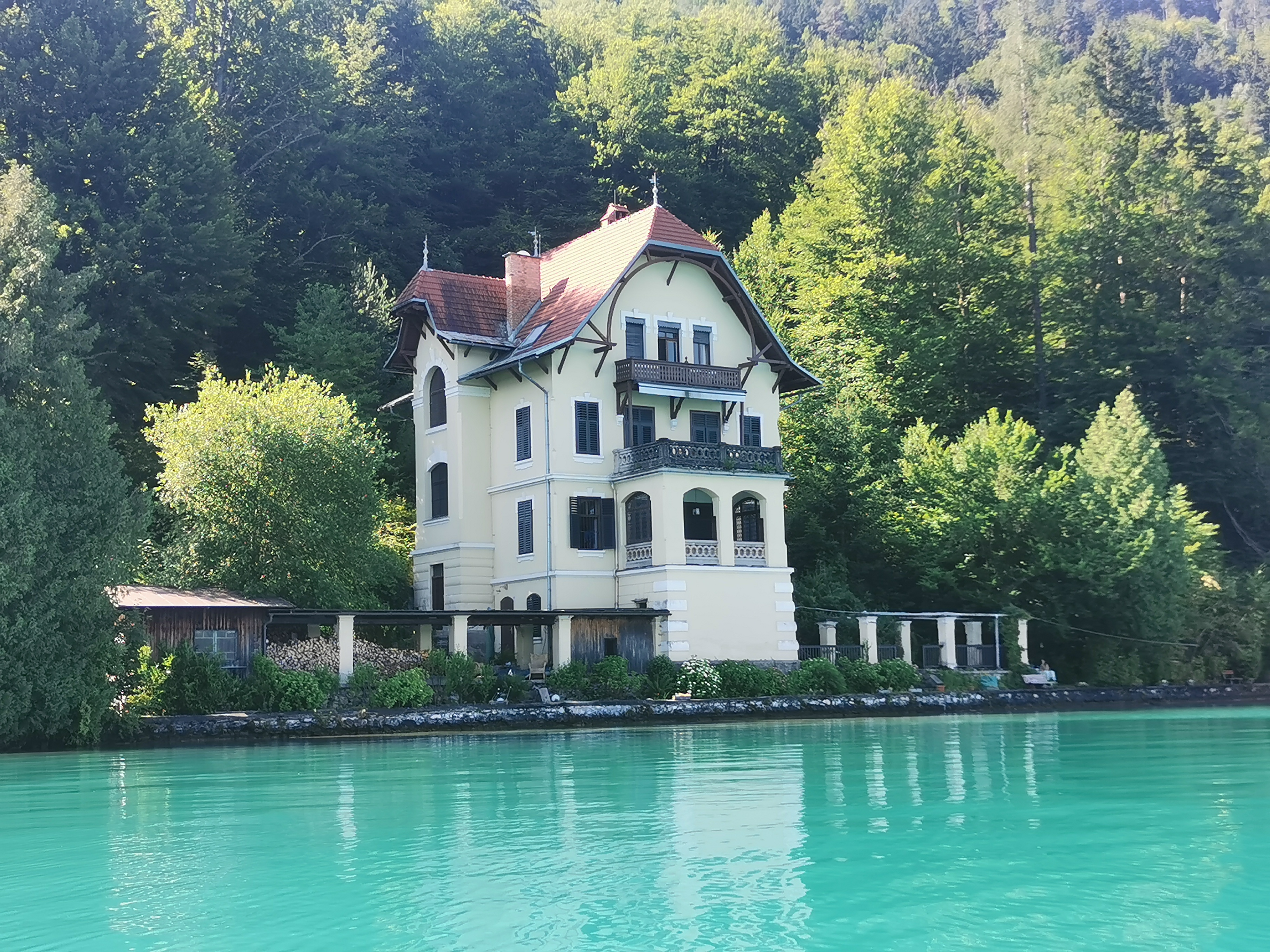
Die Villa von Nordosten

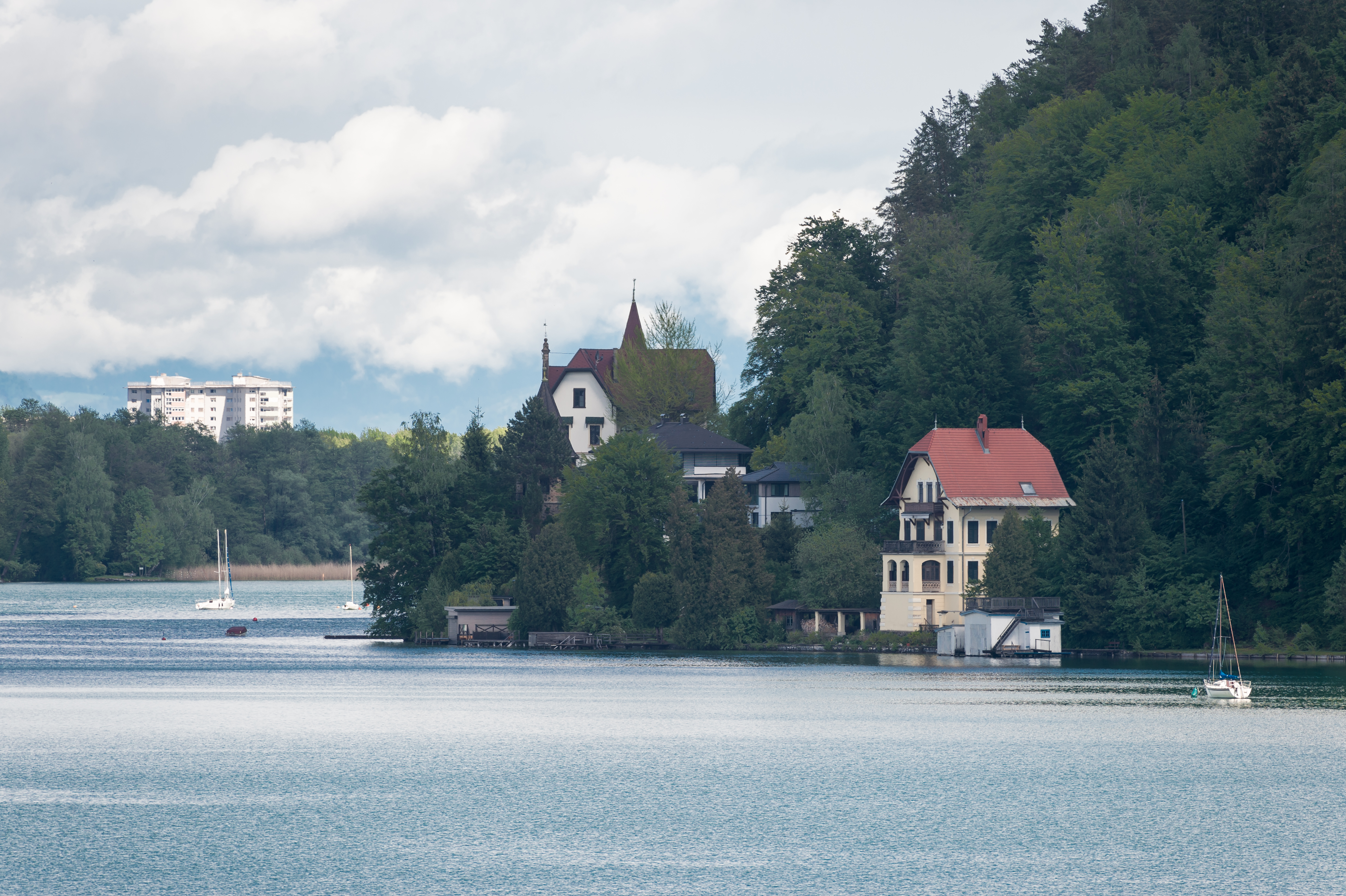
Blick von Nordwesten, mittig hinter den Bäumen die Villa Schwarzenfels

Die Villa Siegel (nach ihrem Bauherren auch Villa Mahler) steht am Südufer des Wörthersees in der Ortschaft Sekirn der Gemeinde Maria Wörth im Bezirk Klagenfurt-Land in Kärnten. Der markante Bau geht auf den Komponisten Gustav Mahler zurück, der dort von 1900 bis 1907 seine Sommerfrische verbrachte.

## Geschichte
Das Südufer des Wörthersees mit seinen direkt in den See abfallenden Hügeln war im Vergleich zu den mondänen Touristenorten des Nordufers lange Zeit nur schwer zugänglich und wurde erst mit Eröffnung der Wörthersee-Süduferstraße 1899 verstärkt erschlossen. Diese Abgeschiedenheit machte die Gegend jedoch attraktiv für wohlhabende Individualisten. Als einer der ersten errichtete der Wiener „dilettierende Architekt“ Friedrich Theurer dort 1893/94 seine Villa Schwarzenfels. Theurers Aktivität trug dazu bei, dass der Komponist Gustav Mahler, seit 1897 Direktor der Wiener Hofoper, westlich von Schwarzenfels seinerseits eine Villa errichten wollte. Für Besichtigung und Erwerb der Gründe war Mahler im September 1899 in Schwarzenfels zu Gast, auch plante Theurer selbst den imposanten Bau für Mahler. Dieser hatte dem Grundeigentümer, Fürst Orsini-Rosenberg, ein 751 Quadratklafter (ca. 2700 m²) großes Grundstück zum Preis von 3755 Gulden abgekauft und außerdem ein Stück Wald einige hundert Meter oberhalb der Villa gepachtet. Am Wörthersee verbrachte der Komponist sodann bis 1907 seine Sommerurlaube, wobei er sich tagsüber in die Ruhe eines eigens erbauten „Komponierhäuschens“ am gepachteten Waldgrundstück zurückzog. Dort vollendete er seine vierte und schrieb die fünfte, sechste und siebente sowie große Teile seiner achten Symphonie, darüber hinaus mehrere Liederzyklen. Mahlers Vertraute Natalie Bauer-Lechner beschreibt die Eindrücke in ihren 1923 erschienenen Erinnerungen an Gustav Mahler wie folgt:

„SOMMER 1901 Mahler Villa - Im neuen Heim
Schon die Lage des Hauses zwischen Wald und See ist ein solcher Zauber an Lieblichkeit, daß man es nie gewöhnen kann, sondern es immer aufs neue entzückend empfindet. Zwei herrliche, große Steinterrassen (eine offene im Hauptgeschoß und die gedeckte Loggia darunter) bieten den weitesten Blick über den See, der einem schon durch jedes Fenster lacht,’ wie auch der Wald mit den hohen Wipfeln seiner Fichten und Erlen überall hereinlugt. Wie eine hohe Warte aber ist Mahlers Balkon vor seinem Dachgeschoß. „Es ist zu schön," sagte er; „man vergönnt es sich nicht."“

Mahlers Glück in Sekirn endete jäh. Im Sommer 1907 verstarb seine noch nicht fünfjährige Tochter Maria Anna dort an einer Infektionskrankheit, der Komponist kehrte daraufhin nie wieder in das Haus zurück und verkaufte es 1908.

## Architektur
Bei der Villa handelt es sich um einen giebelständigen Bau mit seeseitiger Loggia mit steilem Krüppelwalmdach. Die Formensprache ist typisch für den Villenbau jener Zeit. Bemerkenswert ist die fast vollständig erhaltene Innenausstattung der Erbauungszeit. Das oberhalb gelegene Komponierhäuschen ist ein schlichter, einräumiger Bau mit Satteldach, der nur Platz für einen Arbeitstisch, einen Flügel, Bücherregal und einen Ofen bot.